# Sandra Lee Vehrencamp
Sandra Lee Vehrencamp (* 11. Februar 1948 in Glendale, Kalifornien) ist eine US-amerikanische Ornithologin und Ethologin.

## Leben
Vehrencamp ist die Tochter von John Edward und Dorothy (Lee) Vehrencamp. 1965 absolvierte sie die Crescenta Valley High School in La Crescenta, Kalifornien. 1970 erlangte sie ihren Bachelor of Arts in Zoologie an der University of California, Berkeley. Am 27. Dezember 1973 heiratete sie den Ornithologen und Neurobiologen Jack W. Bradbury. Aus dieser Ehe gingen zwei Töchter hervor. 1976 wurde sie unter der Leitung von Stephen T. Emlen mit der Dissertation The evolution of communal nesting in groove-billed anis zum Ph.D. in Ethologie an der Cornell University in Ithaca, New York, promoviert. Hierfür studierte sie 18 Monate die Brutbiologie des Riefenschnabelanis (Crotophaga sulcirostris) auf Costa Rica. Von 1976 bis 1979 war sie Dozentin in der Abteilung für Biologie an der University of California, San Diego. Von 1980 bis 1984 war sie Ausschussmitglied des National Institute of Mental Health (NIMH) für Elementare Verhaltensprozesse an der Cornell University. 1983 stellte Vehrencamp die Optimal-Skew-Theorie auf, die den Reproduktionserfolg von Individuen bei in Gruppen zusammenlebenden (sozialen) Tierarten behandelt. 1998 veröffentlichten Vehrencamp und Bradbury das Fachbuch  Principles of Animal Communication, das heute zu den Standardwerken über die evolutionären Faktoren der Tierkommunikation zählt und 2011 in einer Neuauflage erschien. 1999 wurde Vehrencamp Professorin beim Forschungsprogramm für Bioakustik am Cornell Lab of Ornithology. Im Herbst 2010 ging sie in den Ruhestand und erhielt den Titel Professor emerita.
Vehrencamp ist Mitglied der American Ornithologists’ Union, der British Ornithologists’ Union, der Animal Behavior Society, der Ecological Society of America, der Society for the Study of Evolution und der American Academy of Arts and Sciences.

## Auszeichnungen
2004 wurde sie mit dem Faculty Research Mentor Award der Cornell University für ihre Erkenntnisse über den Vogelgesang auf Costa Rica ausgezeichnet.
2011 wurde Vehrencamp „für ihr gründliches und aufschlussreiches Gesamtwerk über Soziale Evolution und Tierkommunikation“ mit der William-Brewster-Medaille der American Ornithologists’ Union ausgezeichnet.
2012 erhielt sie gemeinsam mit ihrem Mann den Exemplar Award der Animal Behavior Society.
2013 wurde sie in die American Academy of Arts and Sciences gewählt.